# 고쿠센 더 무비
고쿠센 THE MOVIE(일본어: ごくせん THE MOVIE)는 2009년 7월 11일 개봉한 일본의 영화이다.

## 개요
텔레비전 드라마 고쿠센의 영화화된 작품이다. 2009년 3월 28일 마지막 드라마판인 스페셜 "3학년 D반 졸업 스페셜"이 방송되고, 영화는 아카도우 학원 고3 D반 학생들이 졸업 후, 2학년에서 3학년으로 진급하는 학생과 에피소드를 만들어가는 것으로, 고쿠센 시리즈는 완결되었다. 일본 전국 409개의 스크린이 개봉되었고 개봉 2일 만에 40만 2440명이 동원되었다. 주말 흥행 순위에서 1위를 하였고, 배급사 도호는 흥행 수입 목표를 40억 엔이라고 발표하였으나 사실상 최종 흥행 수입은 34.8억 엔을 기록했다.

## 줄거리
야쿠자의 손녀인 야마구치 쿠미코는 교사로 7년째이다. 야마구치가 부임한 아카도우 학원에서 3학년 D반을 무사히 졸업시켰다. 오다기리 류가 아카도우 학원에 교육 실습생으로 부임한다. 오다기리는 야마구치를 따라서 아카도우 학원에 오게 되었던건데 그는 미래의 걱정을 하고 있다. 그런 가운데 레이타가 중심인 3학년 D반이 폭주족 "블랙 스컬"과 문제를 일으킨다. 한편, 아카도우 학원의 졸업생(작년 3학년 D반)도 심각한 사건이 발생하는데, 카자마 렌이 각성제 거래에 관련되어 경찰에 쫓기는 몸이되고 행방이 묘연해진다. 그것을 알게 된 야마구치는 카자마가 그런 일을 일으키지 않을거라고 믿으면서, 원래 3학년 D반과 함께 카자마를 찾는다. 그 후, 찾게 되고 각성제 사건의 배후를 찾아내어 다시금 야마구치의 가르침을 받게 된다.

## 등장인물

### 주인공
- 야마구치쿠미코(29, 사와다신의아내) - 나카마 유키에
- 오다기리류(22) - 카메나시 카즈야 (KAT-TUN)

### 아카도우 학원 고등학교 3학년 D반
영화 본편의 양쿠미의 제자들
- 다카스기레이타(17) - 타마모리 유타 (Kis-My-Ft2)
- 모치즈키준페이(18) - 카쿠 켄토
- 마츠시타나오야(18) - 이리에 진기
- 이가라시진(17) - 모리사키 윈
- 무토카즈키(18) - 오치아이 모토키

### 아카도우 학원 고등학교 졸업생·전 3학년 D반
드라마 판 3시리즈의 양쿠미의 제자들
- 오가타야마토(18) - 타카키 유야 (Hey! Say! JUMP)
- 카자마렌(19) - 미우라 하루마
- 혼죠켄고(18) - 이시구로 히데오
- 이치무라리키야(18) - 나카마 준타
- 쿠라키사토루(18) - 키리야마 아키토
- 카미야슌스케(19) - 미우라 쇼헤이

### 아카도우 학원 고등학교 교직원
- 사와타리고로(52) - 나마세 카츠히사
- 바바마사요시(36) - 아즈마 마키히사
- 타카노아오이(23) - 히라야마 아야
- 아유카와사쿠라(31) - 호시노 아키
- 우시지마호우사쿠(40) - 사토 지로
- 츠루오카게이스케(34) - 이시이 코타
- 아가키료코 - 에나미 쿄코

### 임협 집단·오오에도 일가
- 쿠로다류이치로(77) - 우츠이 겐
- 와카마츠코조(49) - 아난 켄지
- 아사쿠라테츠(33) - 카네코 켄
- 다츠카와미노루(29) - 우치야마 신지
- 스가와라마코토(39) - 료우코쿠 히로시

### 그외 우정 출연
드라마 판 1, 2시리즈의 양쿠미의 제자들
- 츠치야히카루(22) - 하야미 모코미치
- 타케다케이타(22) - 코이케 텟페이 (WaT)
- 휴우가코우스케(22) - 코이데 케이스케
- 우치야마하루히코(24) - 오구리 슌
- 미나미요우이치(24) - 이시가키 유마
- 노다타케시(24) - 나리미야 히로키
- 쿠마이테루오(24) - 와키 토모히로

## 기타
- 사와다신(야마구치쿠미코의남편)역의 마츠모토 준, 야부키하야토역의 아카니시 진, 나츠메세이치역의 고이즈미 고타로는 등장하지 않는다.

- 2009년 7월 11일 영화화 기념 특별 프로그램으로, '고쿠센 영화 기념 7년의 역사를 모두 보여준다 스페셜'를 방송하였다. 이 방송에는 사와다신(야마구치쿠미코의남편)역의 마츠모토 준, 야부키하야토역의 아카니시 진이 비디오 출연하여 대화한다.

## 주제가
- Aqua Timez "플루메리아~하나우타~ "

## 같이 보기
- 고쿠센 - 텔레비전 드라마 시리즈(1~3시리즈)